# Служки
Служки (біл. Служкі) — хутір в складі Берестовицького району Гродненської області, Білорусь. Хутір підпорядкований Макарівецькій сільській раді та розташований у західній частині області.